# Klettereuropameisterschaft
Die Europameisterschaft im Klettern wird etwa alle zwei Jahre an wechselnden Orten veranstaltet. Sie wird von der International Federation of Sport Climbing (IFSC) organisiert. Die erste Austragung fand 1992 in Frankfurt, Deutschland, statt.

## Austragungsorte
| Jahr | Ort                 | Disziplin | Disziplin | Disziplin | Disziplin   | Disziplin    |
| Jahr | Ort                 | Lead      | Bouldern  | Speed     | Kombination | Paraclimbing |
| ---- | ------------------- | --------- | --------- | --------- | ----------- | ------------ |
| 1992 | Frankfurt am Main   | 🞪         |           | 🞪         |             |              |
| 1996 | Paris               | 🞪         |           | 🞪         |             |              |
| 1998 | Nürnberg            | 🞪         |           | 🞪         |             |              |
| 2000 | München             | 🞪         |           | 🞪         |             |              |
| 2002 | Chamonix            | 🞪         | 🞪         | 🞪         |             |              |
| 2004 | Lecco               | 🞪         | 🞪         | 🞪         |             |              |
| 2006 | Jekaterinburg       | 🞪         | 1         | 🞪         |             |              |
| 2007 | Birmingham          |           | 🞪         |           |             |              |
| 2008 | Paris               | 🞪         | 🞪         | 🞪         |             |              |
| 2010 | Imst / Innsbruck    | 🞪         | 🞪         | 🞪         |             |              |
| 2013 | Chamonix            | 🞪         |           | 🞪         |             |              |
| 2013 | Eindhoven           |           | 🞪         |           |             |              |
| 2015 | Chamonix            | 🞪         |           | 🞪         |             |              |
| 2015 | Innsbruck           |           | 🞪         |           |             |              |
| 2017 | Campitello di Fassa | 🞪         |           | 🞪         |             |              |
| 2017 | München             |           | 🞪         |           |             |              |
| 2019 | Edinburgh           | 🞪         |           | 🞪         |             |              |
| 2019 | Zakopane            |           | 🞪         |           |             |              |
| 2020 | Moskau              | 🞪         | 🞪         | 🞪         | 🞪           |              |
| 2022 | München             | 🞪         | 🞪         | 🞪         | 🞪           |              |
| 2024 | Villars-sur-Ollon   | 🞪         | 🞪         | 🞪         | 🞪           | 🞪            |

## Ergebnisse

### Männer

#### Lead
| Jahr | Gold                         | Silber                   | Bronze                   |
| ---- | ---------------------------- | ------------------------ | ------------------------ |
| 1992 | François Legrand             | François Petit           | Salavat Rakhmetov        |
| 1996 | Arnaud Petit                 | François Petit           | François Lombard         |
| 1998 | Ian Vickers                  | Cristian Brenna          | Christian Bindhammer     |
| 2000 | Alexandre Chabot             | Cristian Brenna          | Evgeny Ovchinnikov       |
| 2002 | Alexandre Chabot -2-         | Tomáš Mrázek             | Ramón Julián Puigblanqué |
| 2004 | Ramón Julián Puigblanqué     | Alexandre Chabot         | François Auclair         |
| 2006 | David Lama                   | Cédric Lachat            | Dmitri Sarafutdinov      |
| 2008 | Patxi Usobiaga Lakunza       | Tomáš Mrázek             | Manuel Romain            |
| 2010 | Ramón Julián Puigblanqué -2- | Adam Ondra               | Jakob Schubert           |
| 2013 | Romain Desgranges            | Ramón Julián Puigblanqué | Jorg Verhoeven           |
| 2015 | Ramón Julián Puigblanqué -3- | Adam Ondra               | Sebastian Halenke        |
| 2017 | Romain Desgranges -2-        | Adam Ondra               | Jakob Schubert           |
| 2019 | Adam Ondra                   | Alberto Ginés López      | Sascha Lehmann           |
| 2020 | Sascha Lehmann               | Nicolas Collin           | Dmitrii Fakirianov       |
| 2022 | Adam Ondra -2-               | Luka Potočar             | Alberto Ginés López      |
| 2024 |                              |                          |                          |

#### Bouldern
| Jahr | Gold              | Silber              | Bronze             |
| ---- | ----------------- | ------------------- | ------------------ |
| 2002 | Christian Core    | Mauro Calibani      | Salavat Rakhmetov  |
| 2004 | Daniel Dulac      | Andrew Earl         | Gabriele Moroni    |
| 2007 | David Lama        | Nalle Hukkataival   | Tomáš Mrázek       |
| 2008 | Jérôme Meyer      | Kilian Fischhuber   | Cédric Lachat      |
| 2010 | Cédric Lachat     | Adam Ondra          | Kilian Fischhuber  |
| 2013 | Kilian Fischhuber | Dmitri Sarafutdinov | Jakob Schubert     |
| 2015 | Jan Hojer         | Adam Ondra          | Stefan Scarperi    |
| 2017 | Jan Hojer -2-     | Alexander Megos     | Anže Peharc        |
| 2019 | Mickael Mawem     | Sergei Skorodumov   | Vadim Timonov      |
| 2020 | Jernej Kruder     | Sergei Luzhetsky    | Nikolai Yarilovets |
| 2022 | Nicolai Užnik     | Sam Avezou          | Adam Ondra         |
| 2024 |                   |                     |                    |

#### Speed
| Jahr | Gold                     | Silber            | Bronze                |
| ---- | ------------------------ | ----------------- | --------------------- |
| 1992 | Kairat Achmetow          | Cristian Brenna   | Andrzej Marcisz       |
| 1996 | Andrey Vedenmeer         | Mathieu Dutray    | Pavel Samoiline       |
| 1998 | Tomasz Oleksy            | Alexander Paukaev | Vladimir Zakharov     |
| 2000 | Maksym Styenkovyy        | Iakov Soubbotine  | Alexander Chaoulsky   |
| 2002 | Maksym Styenkovyy -2-    | Sergey Sinitcyn   | Alexei Gadeev         |
| 2004 | Alexander Peshekhonov    | Maksym Styenkovyy | Alexander Chaoulsky   |
| 2006 | Evgeny Vaitcekhovsky     | Sergey Sinitcyn   | Alexander Peshekhonov |
| 2008 | Evgeny Vaitcekhovsky -2- | Maksym Osipov     | Maksym Styenkovyy     |
| 2010 | Sergey Abdrakhmanov      | Stanislav Kokorin | Libor Hroza           |
| 2013 | Libor Hroza              | Marcin Dzieński   | Danyil Boldyrev       |
| 2015 | Libor Hroza -2-          | Danyil Boldyrev   | Marcin Dzieński       |
| 2017 | Marcin Dzieński          | Danyil Boldyrev   | Stanislav Kokorin     |
| 2019 | Vladislav Deulin         | Danyil Boldyrev   | Dimitrii Timofeev     |
| 2020 | Danyil Boldyrev          | Lev Rudatskiy     | Marcin Dzieński       |
| 2022 | Danyil Boldyrev -2-      | Marcin Dzieński   | Guillaume Moro        |
| 2024 |                          |                   |                       |

#### Kombination
| Jahr | Gold               | Silber           | Bronze               |
| ---- | ------------------ | ---------------- | -------------------- |
| 2015 | Jakob Schubert     | Stefano Ghisolfi | Javier Cano Blázquez |
| 2017 | Jan Hojer          | Jakob Schubert   | Michael Piccolruaz   |
| 2020 | Alexey Rubtsov     | Sascha Lehmann   | Sergey Luzhetsky     |
| 2022 | Jakob Schubert -2- | Adam Ondra       | Alberto Ginés López  |
| 2024 |                    |                  |                      |

### Frauen

#### Lead
| Jahr | Gold                 | Silber             | Bronze                             |
| ---- | -------------------- | ------------------ | ---------------------------------- |
| 1992 | Susi Good            | Isabelle Patissier | Laurence Guyon                     |
| 1996 | Liv Sansoz           | Laurence Guyon     | Stéphanie Bodet Venera Chereshneva |
| 1998 | Muriel Sarkany       | Venera Chereshneva | Liv Sansoz                         |
| 2000 | Katrin Sedlmayer     | Stéphanie Bodet    | Marietta Uhden                     |
| 2002 | Chloé Minoret        | Martina Cufar      | Sandrine Levet Muriel Sarkany      |
| 2004 | Bettina Schöpf       | Natalija Gros      | Katharina Saurwein                 |
| 2006 | Charlotte Durif      | Sandrine Levet     | Maja Vidmar                        |
| 2008 | Johanna Ernst        | Maja Vidmar        | Mina Markovic                      |
| 2010 | Angela Eiter         | Johanna Ernst      | Alizée Dufraisse                   |
| 2013 | Dinara Fakhritdinova | Mina Markovic      | Hélène Janicot                     |
| 2015 | Mina Markovic        | Janja Garnbret     | Jessica Pilz                       |
| 2017 | Anak Verhoeven       | Mina Markovic      | Jessica Pilz                       |
| 2019 | Lučka Rakovec        | Laura Rogora       | Luce Douady                        |
| 2020 | Viktoriia Meshkova   | Eliška Adamovská   | Molly Thompson-Smith               |
| 2022 | Janja Garnbret       | Jessica Pilz       | Manon Hilly                        |
| 2024 |                      |                    |                                    |

#### Bouldern
| Jahr | Gold               | Silber         | Bronze                   |
| ---- | ------------------ | -------------- | ------------------------ |
| 2002 | Sandrine Levet     | Fanny Rogeaux  | Vera Kotasova-Kostruhova |
| 2004 | Olga Bibik         | Anna Stöhr     | Corinne Theroux          |
| 2007 | Juliette Danion    | Olga Shalagina | Olga Bezhko              |
| 2008 | Natalija Gros      | Anna Stöhr     | Hannah Midtboe           |
| 2010 | Anna Stöhr         | Juliane Wurm   | Olga Shalagina           |
| 2013 | Anna Stöhr -2-     | Mina Markovič  | Mélanie Sandoz           |
| 2015 | Juliane Wurm       | Anna Stöhr     | Katharina Saurwein       |
| 2017 | Staša Gejo         | Janja Garnbret | Petra Klingler           |
| 2019 | Urska Repusic      | Vita Lukan     | Irina Kuzmenko           |
| 2020 | Viktoriia Meshkova | Chloe Caulier  | Staša Gejo               |
| 2022 | Janja Garnbret     | Hannah Meul    | Oriane Bertone           |
| 2024 |                    |                |                          |

#### Speed
| Jahr | Gold                    | Silber               | Bronze                |
| ---- | ----------------------- | -------------------- | --------------------- |
| 1992 | Yelena Ovchinnikova     | Yulia Inozemtseva    | Claudine Trecourt     |
| 1996 | Cecile Avezou           | Ameli Haager         | Kim Anthoni           |
| 1998 | Cecile Avezou -2-       | Olena Ryepko         | Zosia Podgorbounskikh |
| 2000 | Olena Ryepko            | Tatiana Ruyga        | Zosia Podgorbounskikh |
| 2002 | Olena Ryepko -2-        | Olga Zakharova       | Svetlana Sutkina      |
| 2004 | Anna Stenkovaya         | Valentina Yurina     | Maya Piratinskaya     |
| 2006 | Anna Stenkovaya -2-     | Kseniia Alekseeva    | Valentina Yurina      |
| 2008 | Edyta Ropek             | Olga Morozkina       | Anna Stenkovaya       |
| 2010 | Edyta Ropek -2-         | Kseniia Alekseeva    | Natalia Titova        |
| 2013 | Anna Tsyganova          | Aleksandra Rudzińska | Yulia Levochkina      |
| 2015 | Anouck Jaubert          | Yulia Kaplina        | Maria Krasavina       |
| 2017 | Yulia Kaplina           | Anna Tsyganova       | Elena Remizova        |
| 2019 | Aleksandra Mirosław     | Mariia Krasavina     | Anouck Jaubert        |
| 2020 | Ekaterina Barashchuk    | Elizaveta Ivanova    | Yulia Kaplina         |
| 2022 | Aleksandra Mirosław -2- | Aleksandra Kałucka   | Natalia Kałucka       |
| 2024 |                         |                      |                       |

#### Kombination
| Jahr | Gold               | Silber         | Bronze           |
| ---- | ------------------ | -------------- | ---------------- |
| 2015 | Jessica Pilz       | Mina Markovič  | Charlotte Durif  |
| 2017 | Janja Garnbret     | Petra Klingler | Staša Gejo       |
| 2020 | Viktoria Meshkova  | Staša Gejo     | Eliska Adamovska |
| 2022 | Janja Garnbret -2- | Mia Krampl     | Jessica Pilz     |
| 2024 |                    |                |                  |